# Alfonso Dosal
Manuel Alfonso Castro Dosal (Ciudad de México, 13 de marzo de 1985), más conocido como Alfonso Dosal, es un actor mexicano.

## Biografía
Nació en la Ciudad de México el 13 de marzo de 1985; en su niñez vivió 8 años en Querétaro y después regresó a la capital mexicana.
Estudió actuación en Casa Azul y en 2006 debutó como actor en la telenovela Marina , una producción de Telemundo, con el personaje de «Chuy».
En 2010-2011 participó en la telenovela Para volver a amar de Televisa y por su actuación en la telenovela fue ganador del premio como Mejor actor juvenil en la XXIX entrega de los Premios TVyNovelas.
Participó en la obra teatral El Knack.
Tiene una participación especial en la serie juvenil Miss XV una coproducción de Televisa - Nickelodeon bajo la dirección y producción general de Pedro Damián. 
En 2014 tuvo una participación especial en la telenovela El color de la pasión personificando a «Federico».
El siguiente año se integró al elenco de la telenovela A que no me dejas, la nueva adaptación de la telenovela de 1988 Amor en silencio donde compartía créditos con Camila Sodi y Osvaldo Benavides.

## Vida personal
Dosal tiene dos hijos llamados Mila y Galo que tuvo con su actual pareja la modelo Solana Azulay. En 2010 hizo polémicas declaraciones a un conocido medio de prensa al declararse abiertamente bisexual. 
Al respecto Dosal dijo: 

«Mi sexualidad esta orientada más hacia las mujeres. He probado de todo y por eso se que ellas me encantan (...) Para mi un hombre puede representar adrenalina; y una mujer, la madre de mis hijos (...) Tengo una ambivalencia sexual, no temo reconocerla, con ellos es placentero, pero de ellas su olor me vuelve loco.»
Alfonso Dosal

## Trayectoria

### Televisión
- Bandidos (2024) - Miguel[7]
- Mi tío (2022) - Manu[8]
- Narcos: México (2018-2021) - Benjamín Arellano Félix
- Aquí en la Tierra (2018-2020) - Carlos Calles[9]
- A que no me dejas[10] (2015-2016) - Camilo Fonseca Herrera
- El color de la pasión (2014) - Federico Valdivia Fuentes
- Cásate conmigo, mi amor (2013) - Alonso
- Miss XV (2012) - Maximiliano "Max" Menéndez
- Para volver a amar (2010-2011) - Sebastián Longoria Andrade
- XY. La revista (2010) - Alfonso
- Ellas son... la alegría del hogar (2009) - Rodrigo Ramírez
- Marina (2006-2007) - Ricardo Santibáñez "Chuy" / Ricardo Alarcón Alarcón

### Cine
- Sin hijos (2020) - Fidel[11]
- Placa de acero (2019) - Roberto Recto[12]
- Helena (2018) - Iván[13]
- Hazlo como hombre (2017) - Santiago[14]
- Moctezuma y yo (2017) - Matias
- Prometo no Enamorarme (2016) - Iván[15]
- 3 idiotas (2016) - Pancho
- Elvira, te daría mi vida pero la estoy usando (2014) - Pepe
- De agua (2013) - Emmanuel
- Tercera llamada (2013) - Ángel "El Bonito"
- Lidies Nice (2013) - Quique
- Amante de lo ajeno (2012) - Enano
- 180° (2010) - Juanjo
- La Mina de Oro (2010) - Muchacho
- El cartel  (2009) - Santos (joven)
- On-Off (2006)

### Teatro
- El curioso incidente del perro a medianoche (2014-2015) - Christopher Boone
- Agonía y éxtasis (2013)
- Rojo (2011-2014) - Ken
- El viaje de Tina (2011) - Mike
- El knack (2011) - Tolen

## Premios y nominaciones

### Premios TVyNovelas
| Año  | Categoría           | Telenovela         | Resultado |
| ---- | ------------------- | ------------------ | --------- |
| 2016 | Mejor actor juvenil | A que no me dejas  | Nominado  |
| 2011 | Mejor actor juvenil | Para volver a amar | Ganador   |

### Premios People en Español
| Año  | Categoría          | Telenovela         | Resultado |
| ---- | ------------------ | ------------------ | --------- |
| 2011 | Revelación del año | Para volver a amar | Nominado  |

### Premios Bravo
| Año  | Categoría                      | Trabajo            | Resultado |
| ---- | ------------------------------ | ------------------ | --------- |
| 2012 | Revelación Masculina en Teatro | Rojo               | Ganador   |
| 2011 | Mejor actor revelación         | Para volver a amar | Ganador   |